# جيسي هارت
جيسي هارت (بالإنجليزية: Jesse Hart)‏ (26 يونيو 1989 بفيلادلفيا في الولايات المتحدة - ) هو ملاكم أمريكي، صنّف ضمن فئة الوزن المتوسط.

## إحصائيات
خاض خلال مسيرته 27 نزالا، فاز في 25 وخسر في 2. فاز بالضربة القاضية في 21 نزالا.

## روابط خارجية
- جيسي هارت على موقع بوكس ريك (الإنجليزية) (registration required)